# Trnopolje
Trnopolje (en serbe cyrillique : Трнопоље) est une localité de Bosnie-Herzégovine. Il est situé sur le territoire de la ville de Prijedor et dans la république serbe de Bosnie. Selon les premiers résultats du recensement bosnien de 2013, il compte 3 055 habitants.

## Géographie
La localité est située sur la rive septentrionale du lac de Saničani ; son territoire est traversé par le Gomjenica-kanal, dans lequel débouchent plusieurs petites rivières, dont la Garevača, la Kozaračka rijeka et la Vrijeska.

## Démographie

### Évolution historique de la population dans la localité
| 1948 | 1953 | 1961  | 1971  | 1981  | 1991  | 2013  |
| ---- | ---- | ----- | ----- | ----- | ----- | ----- |
| -    | -    | 1 965 | 2 556 | 2 847 | 3 703 | 3 055 |

|  |